# Luc Beyens
Pour les articles homonymes, voir Beyens.
Luc Beyens, né le 27 mars 1959 à Lommel, est un joueur puis entraîneur de football belge.
Pendant sa carrière de joueur, il évolue au poste d'arrière ou de milieu droit, et est appelé deux fois en équipe nationale. Il met un terme à sa carrière professionnelle en 1995 et devient entraîneur.

## Carrière
Luc Beyens fait ses débuts à Lommel, qui évolue alors en première provinciale du Limbourg. Quand le club remonte en Promotion en 1978, il est transféré au KV Turnhout, alors en Division 3. Après deux saisons dans le club campinois, il signe à La Louvière, en Division 2. Il reste un an au club, avant d'être transféré par Tongres, champion de D2, ce qui lui permet de découvrir la Division 1, trois ans après avoir quitté les séries provinciales.
Luc Beyens s'impose rapidement comme un des pions majeurs de l'équipe de Tongres, avec Rudi Vossen et Lei Clijsters. Malgré le talent de ces trois joueurs, l'aventure en D1 ne dure que deux saisons pour Tongres, qui termine avant-dernier en 1983 et retourne donc en deuxième division. Les meilleurs joueurs du club sont transférés dans d'autres équipes de D1, dont Beyens qui signe au FC Bruges, alors en pleine reconstruction. Sa première saison dans la Venise du Nord est mitigée, le coach Georg Kessler ne lui donnant que peu d'occasions de jouer. Sa situation change avec l'arrivée d'Henk Houwaart en 1984, qui lui donne une place plus importante dans l'équipe. Il devient titulaire indiscutable sur le flanc droit du Club, ce qui lui vaut d'être appelé à deux reprises par Guy Thys chez les Diables Rouges en 1987. 
Luc Beyens reste au Club de Bruges jusqu'en 1992. Au cours des neuf saisons qu'il passe au club, il remporte trois fois le championnat, en 1988, 1990 et 1992, deux fois la Coupe de Belgique en 1986 et 1991, ainsi que trois Supercoupes en 1988, 1990 et 1991. Ayant perdu sa place de titulaire à Bruges, il décide de quitter le club et de retourner dans le Limbourg en signant au KRC Genk, pour aider l'équipe à s'assurer une certaine stabilité en première division. Malheureusement pour lui, ça ne se passe pas des mieux, le club termine dernier en 1994. Après une dernière saison au Verbroedering Geel Luc Beyens décide alors de mettre un terme à sa carrière de joueur professionnel pour devenir entraîneur en 1995.
Luc Beyens fait ses débuts comme entraîneur à Mol-Wezel. Il passe ensuite par le KSC Hasselt, et revient à Lommel pour s'occuper du noyau espoirs. En 2003, le club disparaît, et ses installations sont reprises par Overpelt Fabriek, qui change son nom en K. United Overpelt-Lommel. Beyens rejoint ce nouveau club et est nommé entraîneur principal en octobre. Il occupe cette position jusqu'à la fin de la saison 2004-2005, qui voit le club remporter le titre. Il entraîne alors divers clubs dans des divisions inférieures, passant par Willebroek-Meerhof, Maasmechelen et Veldwezelt, avant d'arriver à Turnhout en janvier 2010 pour remplacer René Desayere, parti en Thaïlande. En septembre de la même année, il est licencié faute de résultats.

## Palmarès

### Joueur
- 3 fois champion de Belgique en 1988, 1990 et 1992 avec le FC Bruges.
- 2 fois vainqueur de la Coupe de Belgique en 1986 et 1991 avec le FC Bruges.
- 3 fois vainqueur de la Supercoupe de Belgique en 1988, 1990 et 1991 avec le FC Bruges.

### Entraîneur
- 1 fois champion de Belgique de Division 3 en 2005 avec United Overpelt-Lommel.